# Sri-lankische Badmintonmeisterschaft 2009
Die Sri-lankische Badmintonmeisterschaft 2009 fand im Dezember 2009 in Colombo statt. Es war die 57. Austragung der nationalen Titelkämpfe im Badminton in Sri Lanka. Die erst 15-jährige Achini Ratnasiri gewann den Titel im Dameneinzel.

## Austragungsort
- Royal College Sports Complex, Colombo

## Finalergebnisse
| Disziplin    | Sieger                                       | Finalist                              | Ergebnis     |
| ------------ | -------------------------------------------- | ------------------------------------- | ------------ |
| Herreneinzel | Niluka Karunaratne                           | Dinuka Karunaratne                    | 21-14, 21-14 |
| Dameneinzel  | Achini Ratnasiri                             | Chandrika de Silva                    | 21-14,21-14  |
| Herrendoppel | Hasitha Chanaka Rajitha Sandeepana Dhanayaka | Dinuka Karunaratne Diluka Karunaratne | 21-18, 23-21 |
| Damendoppel  | Achini Ratnasiri Upuli Weerasinghe           | Subodha Dahanayake Gayani Perera      | 21-5, 21-5   |
| Mixed        | Niluka Karunaratne Chandrika de Silva        | Dinuka Karunaratne Lekha Shehani      | 21-15, 21-11 |